# Chose promise
 (avril 2021).
Si vous disposez d'ouvrages ou d'articles de référence ou si vous connaissez des sites web de qualité traitant du thème abordé ici, merci de compléter l'article en donnant les références utiles à sa vérifiabilité et en les liant à la section « Notes et références ».
Chose promise est un  one-man show français interprété par Arnaud Tsamere depuis 2005. Il a été mis en scène par François Rollin et Arnaud Joyet.

## Résumé
Le titre du spectacle vient de l'expression « chose promise chose due »

## Commentaires
- Ce spectacle est sorti le 6 mars 2013 en DVD et Blu-ray.